# 1.º governo do Regime Joanino
O 1.º governo do Regime Joanino, nomeado a 1 de Junho de 1823 e exonerado a 15 de Janeiro de 1825, foi presidido por Manuel Inácio Martins Pamplona Corte Real (elevado à condição de Conde de Subserra ao iniciar funções), na qualidade de Ministro Assistente ao Despacho.
A sua constituição era a seguinte:
| Cargo                                                     | Detentor                                      | Período                                     |
| --------------------------------------------------------- | --------------------------------------------- | ------------------------------------------- |
| Ministro Assistente ao Despacho                           | Conde de Subserra                             | 1 de Junho de 1823 a 15 de Janeiro de 1825  |
| Ministro e Secretário de Estado dos Negócios do Reino     | Joaquim Pedro Gomes de Oliveira               | 1 de Junho de 1823 a 15 de Janeiro de 1825  |
| Ministro e Secretário de Estado dos Negócios da Justiça   | Manuel Marinho Falcão de Castro               | 1 de Junho de 1823 a 19 de Março de 1824    |
| Ministro e Secretário de Estado dos Negócios da Justiça   | José António de Oliveira Leite de Barros      | 19 de Março de 1824 a 14 de Maio de 1824    |
| Ministro e Secretário de Estado dos Negócios da Justiça   | D. Frei Patrício da Silva, arcebispo de Évora | 14 de Maio de 1824 a 15 de Janeiro de 1825  |
| Ministro e Secretário de Estado dos Negócios da Marinha   | Conde de Subserra                             | 1 de Junho de 1823 a 15 de Janeiro de 1825  |
| Ministro e Secretário de Estado dos Negócios da Fazenda   | José Xavier Mouzinho da Silveira              | 1 de Junho de 1823 a 19 de Junho de 1823    |
| Ministro e Secretário de Estado dos Negócios da Fazenda   | Barão de Teixeira                             | 19 de Junho de 1823 a 15 de Janeiro de 1825 |
| Ministro e Secretário de Estado dos Negócios da Guerra    | Conde de Subserra                             | 1 de Junho de 1823 a 15 de Janeiro de 1825  |
| Ministro e Secretário de Estado dos Negócios Estrangeiros | Conde de Palmela                              | 1 de Junho de 1823 a 15 de Janeiro de 1825  |

## Galeria

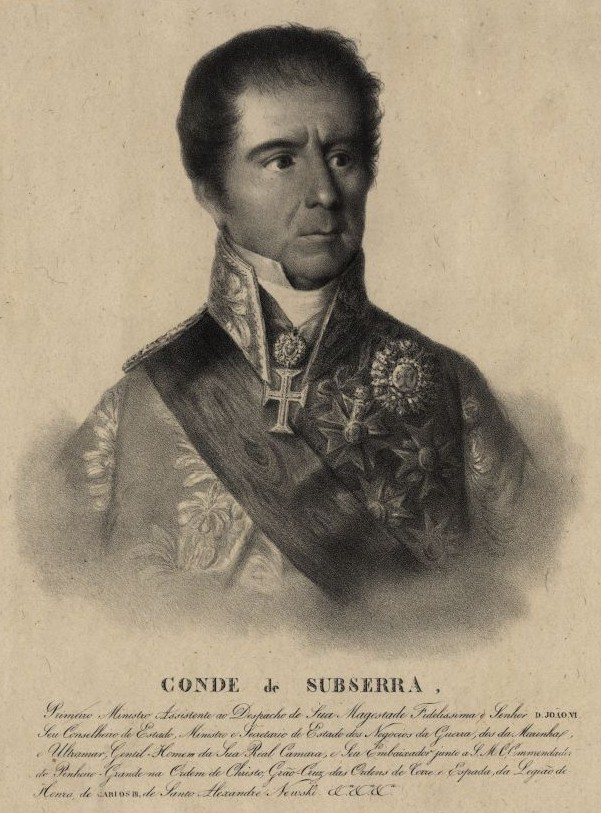
Conde de Subserra, ministro assistente ao despacho, ministro e secretário de Estado dos Negócios da Marinha, e ministro e secretário de Estado dos Negócios da Guerra
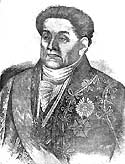
José António de Oliveira Leite de Barros, ministro e secretário de Estado dos Negócios da Justiça (mar.–mai. 1824)
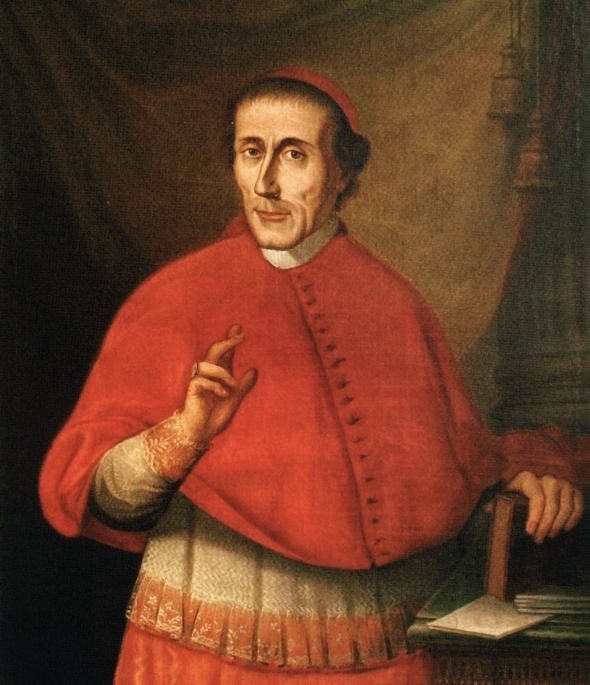
Frei Patrício da Silva, ministro e secretário de Estado dos Negócios da Justiça (mai. 1824–jan. 1825)
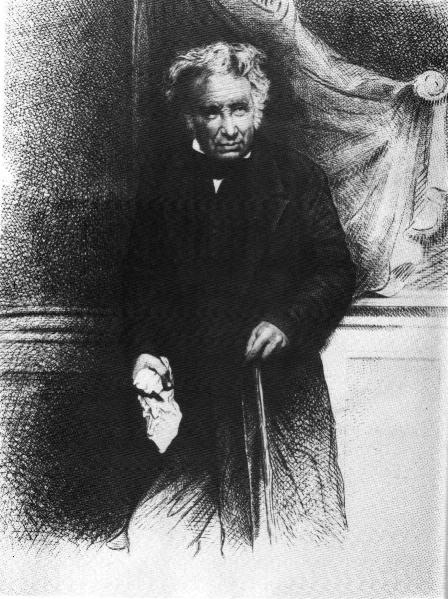
José Xavier Mouzinho da Silveira, ministro e secretário de Estado dos Negócios da Fazenda (jun. 1823)
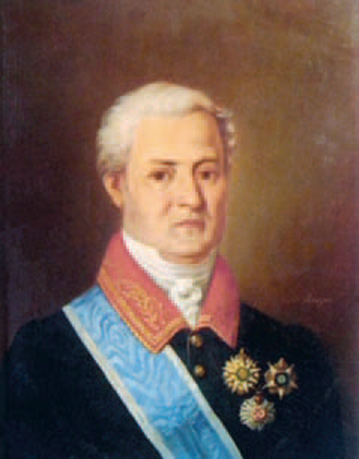
Barão de Teixeira, ministro e secretário de Estado dos Negócios da Fazenda (jun. 1823–jan. 1825)
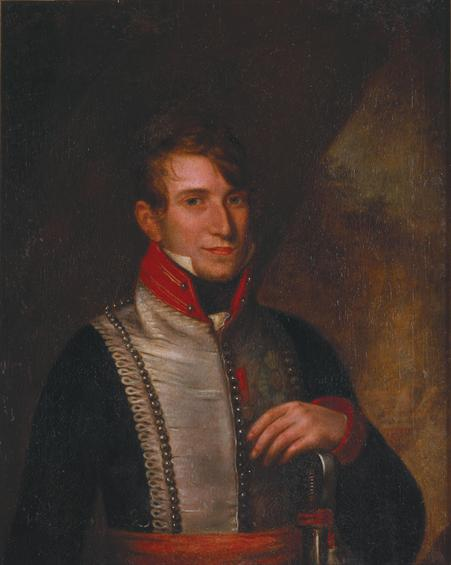
Conde de Palmela, ministro e secretário de Estado dos Negócios Estrangeiros